# Narvik Sirkhayev
Narvik Sirkhayev (en russe : Нарвик Сирхаев, en azéri : Narvik Sırxayev), né le 16 mars 1974 à Orta-Stal en Russie, est un footballeur international azerbaïdjanais, qui évoluait au poste de milieu offensif. 
Il est le directeur sportif de l'Anji Makhatchkala de 2014 à 2016.

## Biographie

### Carrière de joueur
Au cours de sa carrière de joueur, Narvik Sirkhayev dispute notamment 127 matchs en première division russe, pour 28 buts inscrits, 185 matchs en deuxième division russe, pour 44 buts inscrits, et un match dans le championnat azéri.
Il dispute également 4 matchs en Ligue des champions, et 4 matchs en Coupe de l'UEFA.

### Carrière internationale
Narvik Sirkhayev compte 17 sélections et 1 but avec l'équipe d'Azerbaïdjan entre 1997 et 1999. 
Il est convoqué pour la première fois par le sélectionneur national Vagif Sadygov pour un match amical contre le Turkménistan le 25 avril 1997 (défaite 2-0). Par la suite, le 24 avril 1998, il inscrit son seul but en sélection contre l'Ouzbékistan, lors d'un match amical (victoire 2-1). Il reçoit sa dernière sélection le 9 juin 1999 contre la Roumanie (défaite 4-0).

## Statistiques
| Saison                | Club                  | Championnat           | Championnat | Championnat | Coupe(s) nationale(s) | Coupe(s) nationale(s) | Compétition(s) continentale(s) | Compétition(s) continentale(s) | Compétition(s) continentale(s) | Total | Total |
| Saison                | Club                  | Division              | M.          | B.          | M.                    | B.                    | Comp.                          | M.                             | B.                             | M.    | B.    |
| 1991                  | Dinamo Makhatchkala   | D4                    | 20          | 6           | -                     | -                     | -                              | -                              | -                              | 20    | 6     |
| 1993                  | Dinamo Makhatchkala   | D3                    | 36          | 5           | -                     | -                     | -                              | -                              | -                              | 36    | 5     |
| 1994                  | Dinamo Makhatchkala   | D3                    | 5           | 0           | -                     | -                     | -                              | -                              | -                              | 5     | 0     |
| Sous-total            | Sous-total            | Sous-total            | 61          | 11          | -                     | -                     | -                              | -                              | -                              | 61    | 11    |
| 1994                  | Anji Makhatchkala     | D3                    | 28          | 2           | 4                     | 1                     | -                              | -                              | -                              | 32    | 3     |
| Sous-total            | Sous-total            | Sous-total            | 28          | 2           | 4                     | 1                     | -                              | -                              | -                              | 32    | 3     |
| 1995                  | Dinamo Makhatchkala   | D4                    | 24          | 12          | -                     | -                     | -                              | -                              | -                              | 24    | 12    |
| 1996                  | Dinamo Makhatchkala   | D4                    | 32          | 20          | 2                     | 0                     | -                              | -                              | -                              | 34    | 20    |
| Sous-total            | Sous-total            | Sous-total            | 56          | 32          | 2                     | 0                     | -                              | -                              | -                              | 58    | 32    |
| 1997                  | Anji Makhatchkala     | D2                    | 37          | 15          | 2                     | 1                     | -                              | -                              | -                              | 39    | 16    |
| 1998                  | Anji Makhatchkala     | D2                    | 40          | 7           | 1                     | 0                     | -                              | -                              | -                              | 41    | 7     |
| 1999                  | Anji Makhatchkala     | D2                    | 40          | 11          | 3                     | 2                     | -                              | -                              | -                              | 43    | 13    |
| 2000                  | Anji Makhatchkala     | D1                    | 30          | 10          | 3                     | 1                     | -                              | -                              | -                              | 33    | 11    |
| 2001                  | Anji Makhatchkala     | D1                    | 30          | 10          | 4                     | 1                     | C3                             | 1                              | 0                              | 35    | 11    |
| Sous-total            | Sous-total            | Sous-total            | 177         | 53          | 13                    | 5                     | -                              | 1                              | 0                              | 191   | 58    |
| 2002                  | Lokomotiv Moscou      | D1                    | 15          | 4           | 1                     | 0                     | C1                             | 2                              | 0                              | 18    | 4     |
| 2003                  | Lokomotiv Moscou      | D1                    | 18          | 2           | 3                     | 0                     | C1                             | 2                              | 0                              | 23    | 2     |
| Sous-total            | Sous-total            | Sous-total            | 33          | 6           | 4                     | 0                     | -                              | 4                              | 0                              | 41    | 6     |
| 2004                  | FK Moscou             | D1                    | 15          | 2           | 6                     | 0                     | -                              | -                              | -                              | 21    | 2     |
| Sous-total            | Sous-total            | Sous-total            | 15          | 2           | 6                     | 0                     | -                              | -                              | -                              | 21    | 2     |
| 2004                  | Terek Grozny          | D2                    | 16          | 1           | 1                     | 0                     | C3                             | 3                              | 0                              | 20    | 1     |
| 2005                  | Terek Grozny          | D1                    | 20          | 1           | 2                     | 0                     | -                              | -                              | -                              | 22    | 1     |
| 2006                  | Terek Grozny          | D2                    | 27          | 5           | 5                     | 2                     | -                              | -                              | -                              | 32    | 7     |
| Sous-total            | Sous-total            | Sous-total            | 63          | 7           | 8                     | 2                     | -                              | 3                              | 0                              | 74    | 9     |
| 2007                  | Anji Makhatchkala     | D2                    | 25          | 5           | -                     | -                     | -                              | -                              | -                              | 25    | 5     |
| 2007-2008             | Olimpik Bakou         | D1                    | 1           | 0           | -                     | -                     | -                              | -                              | -                              | 1     | 0     |
| Sous-total            | Sous-total            | Sous-total            | 26          | 5           | -                     | -                     | -                              | -                              | -                              | 26    | 5     |
| Total sur la carrière | Total sur la carrière | Total sur la carrière | 459         | 118         | 37                    | 8                     | -                              | 8                              | 0                              | 504   | 126   |

## Palmarès
- Avec l'Anji Makhatchkala
  - Champion de Russie de D2 en 1999.
  - Finaliste de la Coupe de Russie en 2001.

- Avec le Lokomotiv Moscou
  - Champion de Russie en 2002
  - Vainqueur de la Supercoupe de Russie en 2003.

- Avec le Terek Grozny
  - Champion de Russie de D2 en 2004.